# Chrysoperla exul
Chrysoperla exul är en insektsart som först beskrevs av Robert McLachlan 1869.
Chrysoperla exul ingår i släktet Chrysoperla och familjen guldögonsländor. Inga underarter finns listade i Catalogue of Life.